# Sacra Tunica

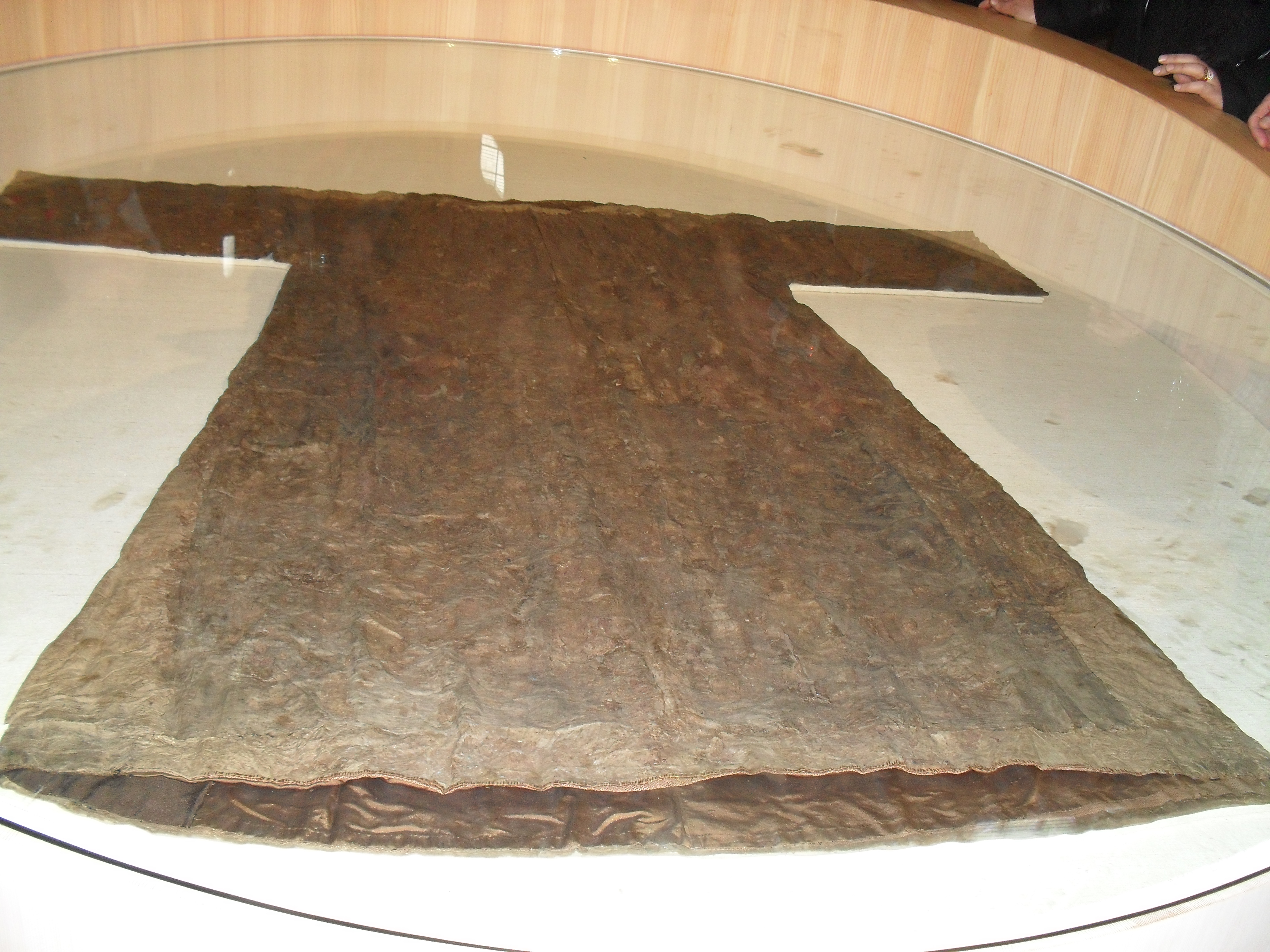
La tunica

La Sacra Tunica (in lingua tedesca Der Heilige Rock) è una reliquia conservata nel duomo di Treviri e consistente in un pezzo di stoffa, priva di cuciture, che si ritiene abbia fatto parte della tunica che indossava Cristo prima della sua crocifissione e che, secondo il Vangelo di San Giovanni, i soldati romani preposti alla sorveglianza del Gòlgota, si disputarono, tirandola a sorte.
Viene usato a volte anche il termine di Tunica Inconsutile, che significa semplicemente "tunica senza cuciture" (dal latino consuĕre = cucire).
L'autenticità della Sacra Tunica è controversa. La sua mutevole storia e le talvolta sfavorevoli condizioni di conservazione fecero sì che si dovesse procedere ad un esame archeo-tessile fra il 1973 ed il 1974, che tuttavia non riuscì a definire esattamente l'origine e l'età del reperto.

## Nei Vangeli sinottici
La divisione delle vesti di Gesù è menzionata anche nei tre sinottici: Luca 23:34
Marco 15:24, Matteo 27:35.
Per i medesimi versi, le traduzioni in italiano utilizzano un carattere corsivo; in modo simile, il Novum Testamentum Graece di Nestle-Aland li evidenzia con uno specifico carattere, a motivo di un riferimento-citazione non letterale del Salmo 22, ovvero di alcune possibili problematiche dei manoscritti pervenuti (leggibilità-stato di conservazione, differenze testuali).

## Storia
Secondo la tradizione la tunica (o meglio, parte di essa) venne in possesso di sant'Elena, madre dell'imperatore Costantino il Grande, che l'avrebbe consegnata a sant'Agrizio, arcivescovo di Treviri, affinché la portasse a Treviri.
Poiché tuttavia sempre più spesso ci si vide costretti ad apportarvi riparazioni ed a prendere misure per la sua protezione, la situazione originale della tunica venne alterata più volte. Secondo diverse ispezioni, si trattava solo di più strati di stoffe diverse, che nel corso dei tempi vennero assemblate su un nucleo unico.
La diocesi di Treviri descrive la situazione attuale della reliquia sul suo sito Web, che così nel 2011 riferiva: «I brandelli di stoffa della parte anteriore della tunica consistono oggi, visti dall'interno all'esterno, in un satin serico, di un tulle brunastro e di un grigio taffetà. Questo taffetà si aggiunge ad uno strato di antichi frammenti di stoffa, che sono fra loro collegati da un supporto elastico. La parte della tunica consiste in satin serico rosso-bruno, tulle brunastro, fini garze in seta, un feltro, taffetà verde, un ulteriore strato di feltro e garza serica. Di qui si deduce, che le fibre di lana, che oggi costituiscono il feltro, in parte connettendolo in parte strappandolo, rappresentano il nucleo del tessuto, la cui età non può più essere ben determinata.».

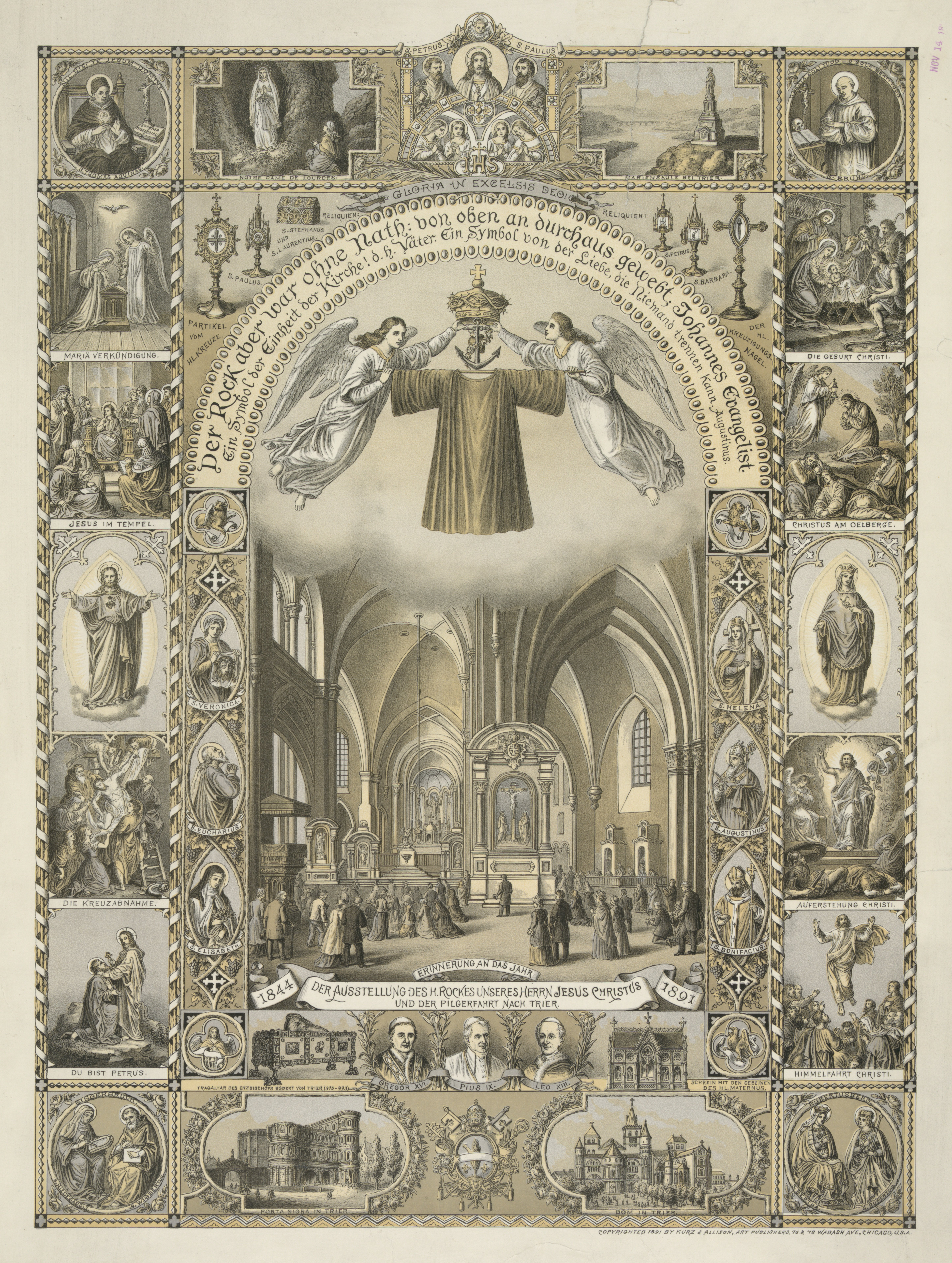
Ricordo dei pellegrinaggi del 1844 e del 1891, rappresentazione del 1891

Originariamente la Sacra Tunica venne citata la prima volta il 1º maggio 1196, allorché l'arcivescovo di Treviri, Giovanni I, consacrò l'altar maggiore dell'allora appena eretto coro del duomo di Treviri e vi incorporò le reliquie.
Quando l'imperatore Massimiliano I venne a Treviri in occasione della riunione del parlamento del regno del 1512, chiese di vedere la Sacra Tunica. L'arcivescovo Richard von Greiffenklau zu Vollrads fece, come molti altri vescovi e prelati in presenza dell'imperatore, aprire l'altare. Dopo un ufficio divino, celebrato in memoria della defunta consorte di Massimiliano I, i cittadini chiesero a gran voce l'esposizione della tunica.
Il Capitolo del Duomo fece erigere, così dicono le xilografie dell'epoca, una balconata sul lato ovest dell'abside, dalla quale a partire dal 30 giugno ebbero luogo numerose esibizioni.
Fino al 1517 si ebbero annualmente pellegrinaggi alla Sacra Tunica di Treviri. Dietro suggerimento di papa Leone X i pellegrinaggi dovevano svolgersi successivamente in concordanza con i viaggi al santuario di Aquisgrana. Così le successive esibizioni furono stabilite con cadenza settennale: 1524, 1531, 1538 e 1545. A causa dei disordini conseguenti la riforma e le guerre, la cadenza delle esposizioni venne abbandonata ed infine cessò. La Sacra Tunica venne custodita, dal 1632 al 1794 salvo qualche interruzione, nella Fortezza di Ehrenbreitstein a Coblenza. Colà il vescovo Johann Philipp von Walderdorff la fece esporre il 4 maggio 1765, predisponendo per l'occasione anche un pellegrinaggio. L'ultimo principe elettore di Treviri, Clemente Venceslao di Sassonia la portò ad Augusta ma nel 1810 la riportò a Treviri.
Una prima citazione letteraria della Sacra Tunica si trova nell'opera in versi Orendel, risalente al 1190 circa.

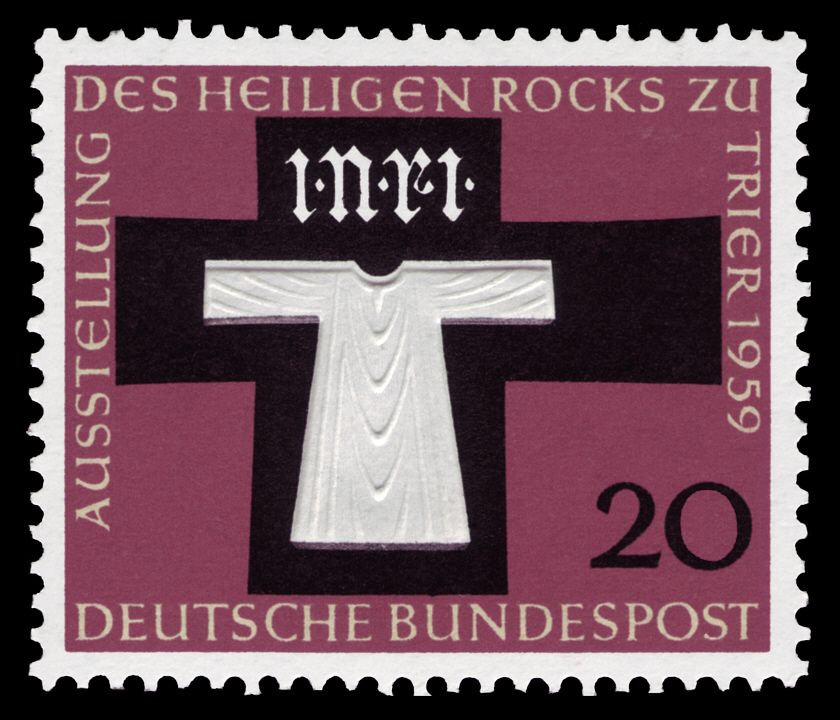
Emissione speciale di francobollo da 20 Pfenning, emesso dalle Poste tedesche per l'esposizione del 1959.

## Pellegrinaggi
Fino ad ora i pellegrinaggi in occasione dell'esibizione della Sacra Tunica ebbero luogo negli anni 1513, 1514, 1515, 1516, 1517, 1524, 1531, 1538, 1545, 1655, 1765 (Coblenza), 1810, 1844, 1891, 1933, 1959, 1996 e 2012.
Nel 1810, in occasione del rientro da Augusta, la tunica venne esposta per 18 giorni e vi fu un afflusso complessivo di 220.000 pellegrini.
Per l'esposizione del 1844, durata 7 settimane, giunse a Treviri un milione di pellegrini. Questa esibizione diede luogo a frequenti dibattiti pubblici. Essa fu l'occasione che portò lo scrittore Otto von Corvin a scrivere il libro anticlericale Pfaffenspiegel (Lo specchio del prete) e l'umorista e scrittore politico Rudolf Löwenstein a scrivere la poesia satirica Freifrau von Droste-Vischering zum heil'gen Rock nach Trier ging (La baronessa di Droste-Vischering andò alla Sacra Tunica a Treviri) sulla rivista satirica Kladderadatsch (Il patatrac). Il sacerdote Johannes Ronge scrisse una lettera di protesta al vescovo di Treviri, Wilhelm Arnoldi, nella quale egli stigmatizzava pubblicamente l'idolatria che, secondo lui, portava ai pellegrinaggi verso le reliquie. Ciò gli procurò la scomunica e lo portò alla fondazione della Chiesa cattolica tedesca e successivamente al Movimento della libera religione.
Nel 1891 comparve nella stampa romana, parigina, londinese e cairota l'annuncio del vescovo Michael Felix Korum, di una nuova esposizione della Sacra Tunica e la conseguente organizzazione dei pellegrinaggi, che si svolsero in ambiente internazionale e non solo tedesco. Il numero di pellegrini giunti a Treviri per l'occasione fu di circa due milioni.
Nel 1933, in occasione dell'Anno Santo ebbe luogo l'esposizione della Sacra Tunica a ridosso del Reichskonkordat. Dal 23 giugno fino all'8 settembre di quell'anno giunsero a visitare la reliquia oltre due milioni di pellegrini.
Nel 1996, il pellegrinaggio che si svolse per la pubblica esposizione della Tunica avvenne nel all'insegna del motto Mit Jesus Christus auf dem Weg (Sulla via con Gesù Cristo) e circa 700.000 pellegrini giunsero a Treviri per l'occasione.
Da allora la diocesi di Treviri organizzò l'annuale "Decade della Sacra Tunica", dieci giorni sul tipo dei regionali Katholikentag (Giornate dei cattolici). In questa occasione la Sacra Tunica non viene esposta, ma i visitatori del Duomo di Treviri possono in quei giorni accedere alla camera del Santuario, in mezzo alla quale si trova lo scrigno contenente la reliquia.
L'ultima esposizione pubblica della Sacra Tunica avvenne nel periodo dal 13 aprile al 13 maggio del 2012, in concomitanza con la celebrazione del cinquecentenario del Parlamento di Treviri, alla quale il vescovo di Treviri, Stephan Ackermann, aveva invitato, nel corso di un'udienza pontificia a Roma, anche papa Benedetto XVI.